# Recht kommt (K.O. in KA)
Recht kommt (K.O. in KA) ist ein Rapsong, den Jan Böhmermann im Jahr 2018 unter dem Pseudonym POL1Z1STENS0HN feat. Justice veröffentlichte. Das zum Song gehörende Musikvideo wurde am 1. Februar 2018 in der Sendung Neo Magazin Royale auf ZDFneo gezeigt und nur wenige Stunden zuvor auf YouTube und Downloadportalen veröffentlicht. Als Drehort diente unter anderem das Museum Koenig in Bonn. Es wurde ausgewählt, weil am 1. September 1948 im Lichthof des Museums der Parlamentarische Rat zur feierlichen Eröffnung seiner konstituierenden Sitzung zusammentrat.

## Inhalt
Der Songtext nimmt beiläufig Bezug auf Kundenrezensionen von Haftbefehl, Sido und Bushido, die mittels Social-Media-Kanälen ihre Fans auf ihre Konsumerlebnisse aufmerksam gemacht hatten. So hatte sich Bushido über den schlechten Service einer Postfiliale beschwert, Haftbefehl, weil er bei einer Pauschalreise von einem Fünfsterne- auf ein Viersterne-Hotel umgebucht wurde. Im Text droht „Pol1z1stens0hn“ seinen Gegnern statt mit Gewalttaten mit rechtlichen Schritten. Dies wird jedoch im weiteren Verlauf des Textes auch auf andere Rechtsbrecher ausgedehnt. Im Video tritt Böhmermann als typischer Gangster-Rapper auf, jedoch auch Justitia mit Augenbinde, Waage, Schwert, teilweise entblösster Brust und sexualisierter Sprache.

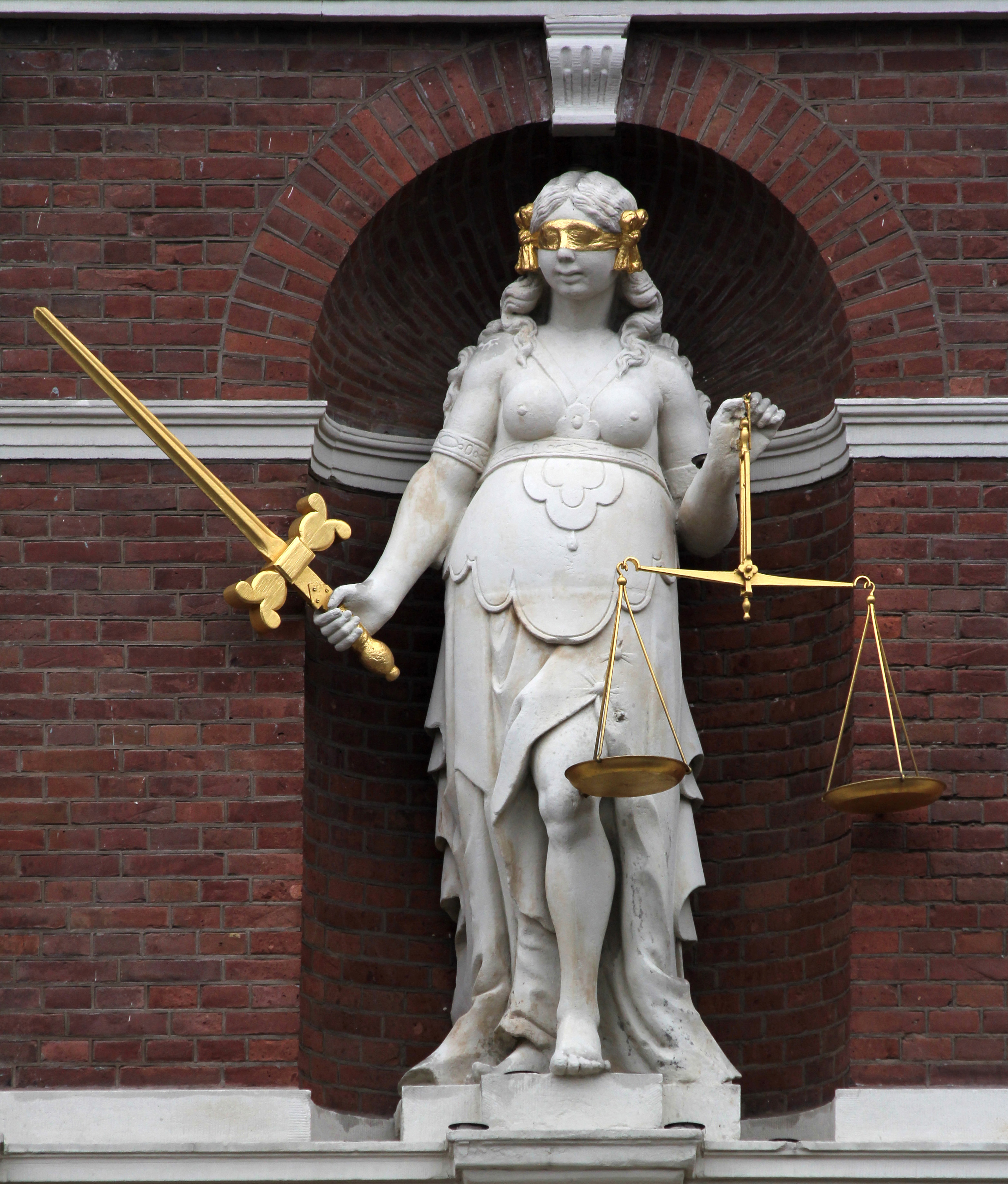
Die mythologische Personifizierung der Gerechtigkeit Justitia

## Rezeption
Der Song wird primär als Seitenhieb auf Bushido, Sido und Haftbefehl und die deutsche Hip-Hop-Szene wahrgenommen, der Verweichlichung unterstellt wird:
„Neue Feindbilder – Der Spießer-Rap aus Deutschland“
„Jan Böhmermann (…) holt unter seinem Rapper-Pseudonym ‚POL1Z1STENS0HN‘ zum erneuten Rundumschlag gegen die Gangster-Rapp-Szene (sic) aus.“
„(…) Gleichzeitig prangert der Moderator die deutsche Rap-Szene an, die zunehmend verweichliche.“
„Gangster-Rapper sind auch nicht mehr das, was sie früher mal waren. (…) Zu den neuen Gegnern der Gangster-Rapper gehörten heute (…) die Deutsche Post und ein Reisebüro …“
„Unter dem Titel ‚Recht kommt (K.O. in Karlsruhe)‘ teilt ‚Pol1z1stens0hn‘ (…) gewohnt provokativ gegen die sogenannte Gangsta-Rap-Szene (…) aus. Auch seine (Anm.: Haftbefehls) Rap-Kollegen Bushido und Sido (…) beschwerten sich zuletzt via Social Media über vermeintliche kleinbürgerliche Lappalien. (…) Das Team von ‚Neo Magazin‘ lässt das neue Spießbürgertum zwischen den Zeilen durchklingen.“
Auch Rechtspopulisten werden in dem Video verspottet: „Denn wer die aktuell größten Feinde des demokratischen Rechtsstaates sind, das weiß Böhmi natürlich und zeigt Nazi-Symbole und das bekannte Querfront-Magazin Compact, das immer wieder auch als Sprachrohr der Alternative für Deutschland bezeichnet wird.“ „(…) möglicherweise spielt er auf den bislang 408 Verhandlungstage andauernden NSU-Prozess an, sicherlich auch auf die AfD.“
„(…) Zudem finden sich zahlreiche Sticheleien gegen Neurechte und NSU sowie Volkswagen und deren Abgas-Tests an Affen. Auch einige Zitate des früheren Juristen und Nazi-Jägers Fritz Bauer wurden eingebaut“
Ferner wird ein Bild-Redakteur erwähnt, der nach den Krawallen beim G20-Gipfel in Hamburg 2017 einen Artikel mit einer umstrittenen Überschrift verfasst hatte.
Vereinzelt wurde mangelnde Originalität nach Ich hab Polizei kritisiert. Laut.de bezeichnete den Song als „etwas lahm“. Der Stern bemängelte: „Der ZDF-Moderator (…) hat sich schlicht zu viel vorgenommen. (…) Eine Schippe weniger hätte dem Song sicherlich gut getan. Es fehlen insgesamt die Spritzigkeit und der Biss, den man sonst von Böhmermann kennt.“ Die Welt sprach von „Recycling der besseren Art.“
Die Pressesprecherin des Museum Koenig kritisierte die Wortwahl des Textes und den Umstand, dass in dem Video Justitia mangelhaft bekleidet gezeigt wurde. Sprache und Wortwahl seien in der Satire gerechtfertigt, jedoch passe sie nicht zum Museum.
Einen Tag nach der Ausstrahlung war das Video bei YouTube 318.000 mal abgerufen worden und mittlerweile ist das Video mehr als sieben Millionen Mal abgerufen worden.
Seit Erstveröffentlichung des Podcasts „Die Rechtslage“ im März 2024 verwendet das Jura-Fachmagazin LTO Teile des Liedes zu Beginn und Ende der Folgen. Begrüßung und Inhaltsüberblick sind mit Instrumentalstellen des Liedes unterlegt und werden mit den Worten des Sprechers beendet: „Recht kommt.“ Darauf folgt der Refrain und der Podcast beginnt.